# Летящата
„Летящата“ (на полски: Lotna) е полски военен филм от 1959 година на режисьора Анджей Вайда.

## Сюжет
Западна Полша, септември 1939 година, началото на Втората световна война. Ескадрон на последния Улански полк под командването на ротмистър Ходакевич (Йежи Пихелски) е разквартирован в благородническо имение, но е принуден да продължи отстъплението си. Старият хазяин на имението подарява на офицера красива арабска кобила на име Лотна (Летящата). Всички улани в отряда започват да мечтаят поне веднъж да тръгнат в атака, яздейки Лотна. На много от тях действително им се удава това, защото всеки неин собственик загива бързо. Светлата и ярка окраска на кобилата привлича вражеския огън върху ездача. При поредния рейд, подсигурявайки изтеглянето на мирни бежанци, конното подразделение влиза в неравен бой с германски танкове и е напълно разгромено.

## В ролите
- Йежи Пихелски като ротмистър Ходакевич
- Адам Павликовски като поручик Водницки
- Йежи Моес като подхорунжий Грабовски
- Миечислав Лоза като вахмистър Лотос
- Божена Куровска като Ева
- Казимиера Утрата като хазяйката
- Ирена Малкиевич като графинята
- Хенрик Хунко като единия кавалерист
- Тадеуш Сомоги като другия кавалерист
- Мариан Лонч като капрала
- Виеслав Голас като войника
- Лудвиг Пак като цигуларя
- Роман Полански като музиканта